# Синдром підключичного обкрадання

Ангіографічне зображення синдрому підключичного обкрадання: Катетер введений в ліву руку (a. brachialis sinistra) проходячи ділянку стенозоу, розміщується на виході з підключичної артерії зліва, в ділянці дуги аорти. Контрастна речовина розповсюджується насамперед в брахіоцефальний стовбур (truncus brachiocephalicus), загальну сонну артерію зліва (a. carotis communis sinistra) і лише обмежено в ліву підключичну артерію (a. subclavia sinistra). Ліва хребетна артерія (a. vertebralis sinistra) наповнюється контрастом ретроградно від черепної до каудальної частини і надалі забезпечує кров'ю ліву підключичну артерію (а. subclavia).

Підключичний синдром, синдром підключично-хребтового обкрадання, синдром обкрадання підключичної артерії, або (англ. Subclavian-Steal-Syndrom), (також відомий як синдром хребетного відтоку) — комплекс морфо-гемодинамічних змін, який розвивається внаслідок оклюзії або стенозу з редукцією діаметра більше 50 % плечеголовного стовбура (ПГС) (лат. truncus brachiocephalicus), або проксимальної частини 1 сегменту підключичної артерії до рівня гирла гомолатеральної хребетної артерії. Захворювання характеризується оклюзією початкового відділу підключичної артерії проксимальніше відходження хребтової артерії (лат. a. vertebralis), оклюзією загальної сонної артерії (лат. a. carotis communis) та ретроградним кровоплином із судин артеріального кола мозку (кола Вілізія) в підключичну артерію дистальніше місця її оклюзії. Найчастіше «steal-синдром» спостерігається у хворих на атеросклероз, вражаються переважно судини зліва . Хоча цей синдром може бути і двобічним.
В основному уражена артерія лівого плечового пояса. Після інтенсивної роботи м'язів, наприклад при роботі з піднятою рукою над головою, кров може перетікати з хребетної артерії в підключичну артерію, внаслідок чого артеріальний тиск в зоні живлення хребетної артерії може знизитися у напрямку до базилярної артерії . Спостерігається зворотний тік крові . При особливо важких формах синдрому, симптоми можуть виникати і в спокої. Синдром ілеофеморального обкрадання базується на подібному механізмі.

## Стадії перебігу
Розрізняють три стадії перебігу синдрому підключично-хребтового обкрадання: а) латентна — розвивається при стенозі підключичної артерії з редукцією її діаметра в межах 50-70 %;
б) перехідна — розвивається при стенозі підключичної артерії з редукцією її діаметра в межах 71-99 %;
в) постійна — розвивається при оклюзії підключичної артерії.
За ступенем ішемії верньої кінцівки:
І ступінь — стадія стійкої компенсації кровотоку;
II ступінь — стадія відносної компенсації кровотоку (ознаки ішемії кінцівки виявляють при фізичному навантаженні);
III ступінь — стадія виснаження компенсації (ознаки ішемії кінцівки присутні у стані спокою);
IV ступінь — стадія декомпенсації або стадія виразково-некротичних змін.

## Симптоми
Знижене кровопостачання ураженої руки призводить у деяких випадках до відсутності, або ослаблення пульсу на стороні ураження, та ішемічного болю. Центральне падіння артеріального тиску може призвести до тимчасового запаморочення, атаксії (невпевненість в ході), порушення зору та навіть короткочасної непритомності (синкоп).

## Диференціальний діагноз
- атеросклероз мозкових судин,
- атеросклероз сонної або хребетної артерії,
- пухлини мозку,
- субдуральна гематома.
- короткочасне порушення мозкового кровообігу (ТІА)
- Синдром подовженого інтервалу QT

## Діагностика
Синдром може бути діагностований за різницею артеріального тиску на обох руках і аускультативно над артерією в за допомогою стетоскопа .
Проводять клінічний огляд пацієнта для визначення ступеня судинно-мозкової недостатності за класифікацією Покровського А. В. (1979) та ступеня ішемії верхньої кінцівки.
Серед методів візуалізації для діагностики стану можна використовувати КТ, МРТ та церебральну ангіографію . Для діагностики синдрому найкраще використовувати дуплексну сонографію для оцінки сонних, підключичних та хребетних артерій.

## Лікування
На початкових етапах, при мінімальних симптомах — медикаментозне лікування кроворозріджуючими препаратами (ацетилсаліцилова кислота, кумарини) та статинами. При прогресуванні стенозу, та у разі серйозних скарг, може розглядатися дилатація місця стенозу шляхом ендоваскулярної реваскуляризації (балонної дилатації за допомогою балонного катетора) або шунтуванням («Bypass»- операція).